# Tessin
Tessin è una città della Germania, nello stato federato del Meclemburgo-Pomerania Anteriore.

Appartiene al circondario (Kreis) di Rostock ed è parte della comunità amministrativa (Amt) Tessin.

## Gemellaggi
- Großhansdorf, dal 1990[2]
- Postomino, dal 2001[2]